# 2008 en Chine
Les évènements de l'année 2008 en Chine.

## Chronologie

### Janvier 2008
- Dimanche 13 janvier 2008 : le Premier ministre indien Manmohan Singh est en visite officielle à Pékin et signe un accord de coopération globale.
- Vendredi 25 janvier 2008 : début d'importantes tempêtes de neige qui touchent une grande partie du pays. Les intempéries provoquent d'importantes pannes d'électricité et difficultés logistiques. Les événements auraient fait 133 morts en janvier et février selon l'agence officielle Xinhua.
- Dimanche 27 janvier 2008 : selon une information révélée le 10 mars par l'Agence Chine nouvelle, la sécurité d'État aurait démantelé un groupe d'une quinzaine d'islamistes ouïgours préparant des attentats. Ils auraient été arrêtés lors d'une opération musclés dans la banlieue d'Ürümqi, la capitale du Xinjiang musulman, voisine de l'Afghanistan et du Pakistan. La fusillade aurait fait deux morts parmi les islamistes et sept blessés parmi les policiers. Lors de la perquisition, ont été saisis, des armes, des munitions, des explosifs et de la "littérature islamiste".

### Mars 2008
- Contamination de l'héparine chinoise en 2008
- Mardi 4 mars 2008 :
  - Le nouveau budget militaire présente une très importante augmentation de l'ordre de +20 % à 39 milliards d'euros due essentiellement selon le gouvernement chinois à l'augmentation de la solde des 2,3 millions de soldats de l'Armée populaire. Cependant selon les gouvernements japonais et américain la croissance des dépenses militaires chinoises est « à deux chiffres depuis vingt ans » et la « force armée en Chine est caractérisée par l'opacité. Ni au niveau régional ni au niveau mondial il n'est possible de savoir quelles sont ses intentions » [1].
  - Selon le département de la Défense américain, la Chine aurait déployé un millier de missiles balistiques et un peu moins de cinq cents avions de combat en face de Taïwan ce qui permet à la Chine de disposer plusieurs options d'attaques dont « une campagne de bombardement, un blocus ou une invasion amphibie ».
- Jeudi 6 mars 2008 : Disparition d'un dissident, Teng Biao, avocat et universitaire, lié au dissident actuellement emprisonné Hu Jia.
- Dimanche 9 mars 2008 : à la suite de l'opération du 27 janvier contre des islamistes ouïgours, le chef du parti communiste du Xinjiang, Wang Lequan, révèle, mais sans fournir de preuves, que le groupe islamiste, arrêté à Ürümqi « avait clairement prévu d'attaquer les Jeux olympiques de Pékin » et qu'il agissait sous les ordres du Mouvement islamique du Turkestan oriental (MITO) inscrite sur la liste noire américaine des organisations terroristes. L'information est immédiatement reprise par la presse internationale et Interpol lance une mise en garde contre le risque d'attentats terroristes. Dans les jours suivants, une enquête sur place menée par des journalistes internationaux, révèle qu'il y aurait bien eu quelques arrestations, menées par des hommes en civil, mais sans aucun tir, ni détonation; ce serait une manipulation montée en présence du chef de la sureté nationale, Zhou Yongkang[2].
- Mardi 11 mars 2008 : L'inflation atteint 8,7 % en rythme annuel. Il s'agit de son plus fort niveau depuis mai 1996.
- Mardi 15 mars 2008 : élection présidentielle en RPC. Sans surprise, Hu Jintao est réélu président et Wen Jiabao premier ministre. Xi Jinping devient vice-président.
- Dimanche 16 mars 2008 : Des troubles éclatent dans le quartier tibétain de Chengdu et huit personnes sont tués dans le district de Ngawa.
- Lundi 17 mars 2008 :
  - Selon le China Daily, quotidien anglophone du Parti communiste chinois, au Tibet l'armée chinoise se porte au secours d'une population menacée par le complot d'une poignée d'acharnés poussés par leur « maître terroriste » exilé à Dharamsala. Les victimes des affrontements sont « les jeunes policiers [chinois] — époux et pères de familles — qui ont été lapidés, passés à tabac, poignardés et frappés à coups de gourdins » par les adeptes du dalaï-lama, alors qu'héroïques jusqu'à l'abnégation, ils intervenaient pour « empêcher des moines fanatiques de s'automutiler dans l'espoir de faire sensation » en exposant leurs blessures au regard des étrangers. Récemment dans le Quotidien du peuple, le conseiller diplomatique, Zhao Qizheng, a écrit : « En Occident, les forces antichinoises voient dans les Jeux olympiques une occasion idéale pour forcer le changement politique en Chine », alors que dans la presse officielle toute critique portée sur le Tibet, les droits de l'homme, la pollution industrielle massive et même le Darfour, est considérée comme une « atteinte à la fierté du peuple chinois [et] d'insulte à l'esprit olympique » [3].
  - Selon des diplomates, le régime chinois est aujourd'hui complètement intoxiqué par sa propre propagande et éprouve beaucoup de mal à démêler le vrai du faux, du plus haut au plus bas de la triple hiérarchie (Parti communiste, État et armée). Sa perception de la réalité est altérée et représente un risque important de dérapage avec des conséquences catastrophiques pour le Tibet et pour toute l'Asie.
  - À Pékin, un sit-in de protestation a été organisé par plusieurs dizaines d'étudiants devant l'université centrale des nationalités, réservée aux minorités ethniques.
  - La Chine reçoit le soutien explicite du gouvernement russe qui juge « inadmissible » de « politiser » les violences au Tibet et estime que le dialogue avec le dalaï-lama relève des « affaires intérieures » de la Chine.
- Lundi 24 mars 2008 :
  - Le dissident Yan Chulin qui avait fait circuler une pétition sous le slogan : « Nous voulons les droits de l'homme, pas les Jeux olympiques » a été condamné à cinq ans de prison pour subversion.
  - Un policier a été tué et plusieurs autres blessés lors de violentes manifestations dans la préfecture de Garze où plus de 380 personnes ont été arrêtées.
- Jeudi 27 mars 2008 : 
  - Le Président de la République française, Nicolas Sarkozy, indique, lors d'une conférence de presse commune, à Londres, avec le Premier ministre britannique Gordon Brown, qu'il consultera les autres pays membres de l'Union européenne sur la question d'un éventuel boycott de la cérémonie d'ouverture des Jeux olympiques, le 8 août prochain à Pékin : « Je serai président de l'Union au moment de la cérémonie d'ouverture. Je dois m'ouvrir aux autres, les consulter pour savoir si j'irai à la cérémonie ou pas. »
  - Un cargo chinois entre en collision avec une partie de la travée inférieure du pont Jintang à Ningbo (en cours de construction).
- Vendredi 28 mars 2008 : Lancement d'une campagne internet appelant à boycotter les produits français.
- Dimanche 30 mars 2008 : Vingt-six nouvelles personnes sont arrêtées dans la province du Sichuan (limitrophe du Tibet) et le monastère de Geerdeng a été perquisitionné. Le directeur des affaires tibétaines a été limogé de son poste.

### Avril 2008
- Avril 2008 :
  - Une épidémie virale, générée par une souche particulièrement résistante de l'entérovirus EV71, a touché l'est, le sud et la capitale, a touché 8 531 jeunes enfants dont 25 sont morts. Cette affection se caractérise par de petits boutons au niveau de la bouche, des pieds et des mains.
  - L'agence Xinhua révèle que sur plus de 30 000 affaires de saisies illégales de terres sur les quatre derniers mois de 2007 de juteuses opérations immobilières sont souvent derrière.
- Jeudi 3 avril 2008 : le dissident Hu Jia, est condamné à trois ans et demi de prison ferme, pour « tentative de subversion du pouvoir de l'État » sur la base d'une demi-douzaine d'essais politiques publiés sur internet et sur quelques interviews accordés à des journalistes étrangers.
- Vendredi 11 avril 2008 : l'ex-secrétaire général du parti communiste de Shanghai et ex-membre du Politburo, Chen Liangyu (61 ans), considéré comme un technocrate modèle, est condamné à 18 ans de prison pour corruption et abus de pouvoir. Il avait été limogé en septembre 2006 à la suite de l'éclatement d'un énorme scandale de détournement de fonds de retraite par lequel quelque 3,5 milliards d'euros auraient été détournés des caisses publiques pour financer des projets immobiliers et autres investissements spéculatifs. Une vingtaine de fonctionnaires municipaux et de chefs d'entreprises sont impliqués dans cette affaire. Chen Liangyu, tirait les ficelles et a monnayé son appui dans une bonne moitié des projets industriels, bancaires et immobiliers qui se montaient dans la province de Shanghaï. La condamnation de Chen Liangyu est aussi pour le président Hu Jintao l'occasion d'éliminer le groupe le plus puissant des fidèles de l'ex-président Jiang Zemin et d'affaiblir son principal concurrent politique, Xi Jinping, lui-même ex-secrétaire du parti à Shanghaï.
- Mardi 15 avril 2008 : Depuis plusieurs jours, une campagne de propagande se développe (courriels, forums, pétitions, SMS) pour inciter les consommateurs chinois à ne plus faire leurs achats dans les hypermarchés du distributeur français Carrefour, ou du moins à les boycotter du 8 au 24 mai prochain. Le Quotidien du Peuple propose un boycott pour le 1er mai. Une étude du portail NetBase, portant sur 11 000 personnes affirme que 91 % soutiennent le boycott des produits français. Le groupe Carrefour précise que la Chine représente 9 % de son chiffre d'affaires, que 98 % des employés de ses 122 hypermarchés, sont chinois et que 80 % des produits vendus sont achetés auprès de 22 000 fournisseurs chinois. Les groupes de services aux collectivités Suez et Veolia, protégés par des contrats de trente ou cinquante ans, sont naturellement prémunis dans le court terme par les menaces de boycott.
- Mercredi 16 avril 2008 : Au premier trimestre 2008, les chiffres clé de l'économie chinoise sont : croissance +10,6 %, investissements +24,6 %, production industrielle +16,4 %, inflation +8,0 %. Mais ce qui inquiète les autorités c'est l'augmentation des denrées alimentaires à +21,0 % due à cinq semaines d'intempéries en janvier, une spéculation liée à la production massive de biocarburants et une paysannerie se détournant de la riziculture et de la culture vivrière pour s'orienter vers l'exportation de production à plus forte valeur ajoutée.
- Dimanche 19 avril 2008 : De nombreuses manifestations anti-françaises se sont déroulées à Pékin (nord), Hefei (centre), Wuhan, Qingdao (côte Est) et Kunming (sud-ouest), drapeau rouge en tête, ils ont dénoncé l'affront subi à Paris par la flamme olympique. Les ressentiments se sont développés contre le groupe Carrefour implanté de façon voyante. À Wuhan, siège chinois du groupe PSA un drapeau français frappé de la croix gammée a été brûlé et un slogan comparant Jeanne d'Arc à une prostituée a été scandé.
- Jeudi 24 avril 2008 :
  - Les français Jean-Pierre Raffarin (ancien premier ministre) et Christian Poncelet (président du Sénat) sont en Chine pour apporter un message du président Nicolas Sarkozy assurant que la politique de la France « ne change pas » en « continuité » des « grands principes qu'avaient énoncés dès 1964 » le général de Gaulle, premier dirigeant occidental à reconnaître la Chine de Mao. Ils doivent rencontrer le président Hu Jintao et le premier ministre Wen Jiabao. Dans le cadre de la Fondation Prospective et Innovation qu'il copréside, Jean-Pierre Raffarin et Christian Poncelet, sont accompagnés d'une délégation d'une trentaine de sénateurs, dirigeants d'entreprises et de spécialistes, tels Hubert Védrine.
  - Le gouvernement chinois annonce le retour vers la Chine du bateau chargé d'armes destinées au Zimbabwe du président Mugabe et dont plus aucun port africain n'autorisait le déchargement.
- Vendredi 25 avril 2008 : Le gouvernement chinois annonce, par une brève dépêche de l'agence Xinhua, que répondant « aux demandes répétées du Dalaï-lama », il est prêt à rencontrer son représentant « privé » pour consultation en vue de pourparlers.
- Samedi 26 avril 2008 : Les employés des magasins Carrefour-Chine arborent désormais un t-shirt rouge (couleur du drapeau chinois) et une casquette "Beijing 2008" en soutien aux Jeux olympiques.
- Lundi 28 avril 2008 : Une collision ferroviaire entre deux trains fait au moins 70 morts et 420 blessés dont 70 sont dans un état grave. L'accident a eu lieu près de Zibo dans la province de Shandong (Est de la Chine) et serait dû à une erreur humaine. C'est le plus grave accident ferroviaire en Chine depuis 1997 quand 126 personnes avaient trouvé la mort lors d'une collision.

### Mai 2008
- Jeudi 1er mai 2008 : Les manifestations antifrançaises ont repris dans six agglomérations (Changsha, Chongqing, Fuzhou, Pékin, Shenyang et Xi'an) avec pour cible spécifique, les magasins du groupe Carrefour. Seulement quelques centaines de personnes étaient présentes à chacun des regroupements. Les relations avec la France sont officiellement apaisées  depuis la mission des parlementaires français de la semaine dernière, mais le président Hu Jintao attend toujours que le président Nicolas Sarkozy se prononce sur sa présence à la cérémonie d'ouverture des JO le 8 août prochain.
- Vendredi 2 mai 2008 : Le magazine britannique Jane's Intelligence Review rend public l'existence d'une gigantesque base militaire que la Chine a construit en secret sur la côte sud de l'Île de Haïnan. Elle pourrait à l'avenir accueillir jusqu'à vingt sous-marins lanceurs de missiles nucléaires.
- Dimanche 4 mai 2008 : Les pourparlers entre les représentants du gouvernement chinois et ceux du Dalaï-lama débutent à Shenzhen.
- Lundi 5 mai 2008 : 
  - La revue Nature Genetics publie les travaux d'une équipe d'une équipe de l'Université de Huazhong à Wuhan qui ont découvert un gène (Ghd7) ayant une influence sur la productivité du riz. Les plants privés de ce gène ont une période de floraison deux fois plus courte et une taille inférieure de 67 %.
  - Jusqu'au 8 mai, visite officielle au Japon du président Hu Jintao. Il s'agit de la première visite dans ce pays d'un président chinois depuis 1998. Le 7, il est reçu par l'empereur Akihito.
- Dimanche 11 mai 2008 : La Chine annonce la création d'un nouveau constructeur aéronautique, Commercial Aircraft Corporation of China (CACC) qui prévoit la construction d'un premier avion commercial de 150 places à l'horizon 2020. Les actionnaires de la nouvelle société sont l'État chinois (30 %), l'avionneur Avic I (25 %), l'avionneur Avic II (25 %) et la ville de Shanghai (20 %).
- Lundi 12 mai 2008 :
  - Un important tremblement de terre dévaste la province du Sichuan. Selon le United States Geological Survey, l'amplitude du séisme a atteint 7,9 sur l'échelle de Richter, il est le plus grave qu'a connu la Chine depuis 1976 et il a causé la mort d'au moins 20 000 personnes et plusieurs autres milliers de disparus sous les décombres. Selon le United States Geological Survey, l'amplitude du séisme a atteint 7,9 sur l'échelle de Richter. l'épicentre est situé dans le district de Wenchuan, à une centaine de kilomètres au nord de Chengdu. Après quelques heures d'hésitations, le gouvernement chinois a choisi de communiquer ouvertement, contrairement à son habitude. Le premier ministre Wen Jiabao s'est rendu sur place dès le lendemain. 50 000 militaires sont immédiatement envoyés sur place.
  - La région de Chengdu est très industrialisée et le séisme va avoir des conséquences économiques très importantes. La région est traversée par de nombreuses infrastructures. Sur son territoire se trouvent : la grande raffinerie de Lanzhou, le barrage des Trois-Gorges, l'usine Toyota…
- Vendredi 16 mai 2008 : Les autorités annonce l'ouverture d'une enquête sur les malfaçons constatées dans les constructions scolaires. Plusieurs milliers d'enfants figurent parmi les quelque 50 000 morts. Les familles des victimes du tremblement de terre du Sichuan dénoncent les vices de construction de nombreuses écoles dont près de 7 000 se sont effondrées alors que les bâtiments administratifs ont généralement très bien résisté. Deux hauts responsables ministériels reconnaissent qu'il est possible que des « problèmes de qualité sont en cause dans les établissements scolaires » soulevant la question de la corruption répandue dans le secteur de l'immobilier en Chine aggravée par les étroites relations entretenues par les promoteurs avec les autorités locales. Le coût des pots-de-vin est rentabilisé par la piètre qualité des matériaux.
- Dimanche 18 mai 2008 : Selon le décompte provisoire, le séisme du Sichuan a fait 32 477 morts, mais le pays redoute une crise humanitaire majeure liée à des risques d'épidémies, de glissements de terrain et de ruptures de barrages. Il y aurait près de 5 millions de sans-abri.
- Lundi 19 mai 2008 : Le gouvernement décrète trois jours de deuil national pour rendre hommage aux quelque 71 000 morts et disparus actuellement comptabilisés une semaine après le séisme, mais certaines vallées n'ont pas encore été atteintes. Quelque 200 secouristes ont été ensevelis lors des nombreuses répliques dont certaines ont atteint le niveau 6 sur l'échelle de Richter.
- Mercredi 21 mai 2008 : Le bilan du séisme s'élève à 74 000 morts et disparus, neuf jours après la catastrophe.
- Jeudi 22 mai 2008 :
  - Le bilan du séisme s'élève à 51 151 morts et 29 328 disparus. Le nombre de sinistrés atteint 5 millions qui attendent tout du gouvernement chinois : eau, électricité, logement, emploi et éducation pour les enfants. Le pays a besoin de 3,3 millions de tentes et d'un million de petites maisons en préfabriqué. Les deux villes les plus proches du séisme Beichuan (130 000 h) et Wenchuan (100 000 h) devront être entièrement reconstruites. 7 milliards d'euros sont déjà prévus par le premier ministre Wen Jiabao pour démarrer la reconstruction. Après quelques jours de relative liberté dans sa couverture du séisme, la presse est désormais priée de réaliser des reportages plus flatteur pour le pouvoir et les 70 millions de membres de la Ligue de la jeunesse communiste sont chargés de canaliser l'élan de générosité en provenance de toute la Chine.
  - Le président russe Dmitri Medvedev est en visite officielle à Pékin pour deux jours. Parmi les points abordés : Les prix des livraisons de pétrole et de gaz de la Russie à la Chine, la construction de l'oléoduc Sibérie-Pacifique, les échanges économiques hors pétrole et gaz (la Chine est le troisième partenaire de la Russie qui est le huitième partenaire de la Chine), les problèmes de propriété intellectuelle (le chasseur chinois J-11B est la copie conforme du Soukhoï 27 russe), la construction de réacteurs nucléaires russes d'une usine d'enrichissement de l'uranium en Chine.
- Samedi 23 mai 2008 : Visite officielle de deux jours du nouveau président russe Dmitri Medvedev.
- Mercredi 28 mai 2008 : Visite officielle du président du Kuomintang de Taïwan, Wu Poh-hsiung, reçu à Pékin parle président Hu Jintao.

### Juin 2008
- Mercredi 11 juin 2008 : Alerte à la grippe aviaire dans une ferme de la province de Guangdong où 3 900 canards sont morts. Les 17 000 autres volailles sont abattues.
- Samedi 14 juin 2008 : Signature avec la Taïwan d'un accord concernant la reprise à partir du 4 juillet des liaisons aériennes régulières interrompues depuis 1949. Dix-huit vols hebdomadaires sans escales desserviront huit villes de l'île et du continent, mais ne concerneront que les hommes d'affaires et les touristes chinois et taïwanais. En 2007, plus d'un million de Taïwanais se sont rendus en Chine continentale, notamment à Shanghai et Taïwan a investi directement plus de 100 milliards de dollars dans l'industrie chinoise. Trois mille touristes chinois seront admis dans l'île chaque jour mais devront se déplacer en groupe de 10 à 40 et pour des séjours de 10 jours maximum.
- Lundi 17 juin 2008 : Des inondations dans le sud du pays font 57 morts, huit disparus et 1,3 million de personnes évacuées dans neuf provinces dont celle du Sichuan.
- Jeudi 19 juin 2008 : Le gouvernement annonce une hausse immédiate de 18 % du prix de l'essence, ce qui a immédiatement fait chuter le prix du brut de 3 dollars sur le Nymex. Les tarifs de l'électricité sont aussi réévalués de 2,5 %.
- Vendredi 20 juin 2008 : Le gouvernement fait libérer 1 157 personnes accusées d'être impliquées dans les émeutes qui ont démarré en mars dans la capitale du Tibet et qui auraient fait 203 morts. 12 personnes ont eu des condamnations définitives et 116 autres restent en attente de jugement.
- Mardi 24 juin 2008 : Réouverture du Tibet aux touristes étrangers.
- Samedi 28 juin 2008 : Violentes manifestations dans le district de Weng'an (Guizhou) à la suite de la mort d'une petite fille. Selon les manifestants, elle aurait été violée et tuée par le fils d'un haut fonctionnaire local.

### Juillet 2008
- Vendredi 4 juillet 2008 : Premiers vols directs entre la Chine continentale et Taiwan. Il s'agit des premiers vols commerciaux entre les deux régions depuis 1949.
- Dimanche 6 juillet 2008 : Le site des Tulou dans la province du Fujian et le Parc national de Sanqingshan dans le Jiangxi figurent parmi les 27 nouveaux sites inscrits au Patrimoine mondial lors de la 32e session de l'UNESCO.

### Août 2008
- Vendredi 8 août 2008 : Ouverture des Jeux olympiques à Pékin.
- Dimanche 24 août 2008 : Clôture des Jeux olympiques, c'est un succès sportif pour la République populaire et politique pour son gouvernement.

### Octobre 2008
- Jeudi 23 octobre 2008 : Le Parlement européen, malgré les pressions, attribue le Prix Sakharov pour la liberté de pensée au dissident chinois Hu Jia que la Chine considère comme « un criminel emprisonné en Chine ». Selon le président du Parlement européen, Hans-Gert Pöttering, le Prix est « décerné à Hu Jia au nom des sans voix de la Chine et du Tibet », « le Parlement européen rend hommage au combat quotidien pour la liberté de tous les défenseurs des droits de l'Homme en Chine »[4],[5].

### Novembre 2008
- Vendredi 7 novembre 2008 : Quelque 2 400 personnes ont investi et assiégé un commissariat de police de Shenzhen après le mort d'un motocycliste qui tentait de se soustraire à un contrôle. Une minorité a jeté des pierres et brûlé une voiture de la police[6].
- Dimanche 9 novembre 2008 : Parallèlement au somment des pays du G20 réunis à São Paulo, le gouvernement chinois annonce un plan de relance budgétaire de 4 000 milliards de yuans (586 milliards de dollars) sur deux ans, pour stimuler la demande intérieure face au fléchissement des exportations, principal moteur de la croissance économique chinoise.
- Lundi 17 novembre 2008 : Quelque 2 000 personnes s'en sont pris au siège local du parti communiste de Longnan, une ville du nord-ouest, pour protester contre la démolition forcée d'habitations et l'expropriation de leurs occupants pour laisser place au nouveau siège du gouvernement local[7].
- Mercredi 19 novembre 2008 : Après deux jours d'émeutes à Longnan dans le nord-ouest contre les expropriations, le bilan est de 74 blessés et 30 arrestations.
- Jeudi 20 novembre 2008 : Le gouvernement annonce des mesures en faveur des chômeurs et pour lutter contre la précarité. Le taux de chômage devrait atteindre 4,5 % à la fin de l'année et continuer d'augmenter en 2009. Le recul de la consommation du "Made in China" a provoqué de nombreuses fermetures d'usine, des manifestations et désormais des inquiétudes concernant de possibles troubles sociaux. Des aides à la recherche d'emploi et à la formation vont être mises en place. La Chine a besoin d'une croissance supérieure ou égale à 8 % par an pour assurer à la création d'emplois en nombre suffisant pour absorber les nouveaux entrants sur le marché du travail et garantir la stabilité sociale[8].
- Vendredi 21 novembre 2008 : Le gouvernement annonce un plan d'investissement de 4 000 milliards de yuans (586 milliards de dollars) pour le Sichuan dévasté par le séisme du 12 mai qui a fait plus de 87 000 morts et disparus, anéantissant des villes entières.
- Lundi 24 novembre 2008 : 
  - Le gouvernement annonce un plan social destiné aux ménages : meilleure couverture sociale, augmentation des salaires, subventions aux familles aux bas revenus, augmentation des aides à l'achat de logement, augmentation des contributions de l'État à la sécurité sociale et à l'éducation[9].
  - La Banque mondiale revoit à la baisse ses prévisions de croissance 2009 pour la Chine à 7,5 % contre 9,0 % auparavant.
- Dimanche 30 novembre 2008 : 
  - Selon l'agence Xinhua, la croissance 2009 devrait être d'au moins 10 % malgré la crise grâce à l'autocroissance domestique de la Chine. La demande de logements et de voitures reste soutenue.
  - Une explosion dans une mine de charbon au nord-est du pays a causé la mort de 15 personnes puis de 3 secouristes dans l'effondrement d'un passage.

### Décembre 2008
- Lundi 1er décembre 2008 : Le ministère de la santé reconnaît que plus de 294 000 enfants sont tombés malades en Chine après avoir ingérés des produits laitiers contaminés par de la mélamine.
- Mardi 2 décembre 2008 : Le groupe Publicis annonce une nouvelle acquisition en Chine, l'agence W&K Communications, faisant suite aux acquisitions de EmporioAsia en mai, CCG en 2007 et Betterway Marketing Solutions et Emotion en 2006. Le groupe a comme objectif 2010 de tirer 25 % de ses revenus sur les marchés asiatiques.
- Samedi 6 décembre 2008 : Selon l'Association des constructeurs automobiles chinois, en un an, le marché des automobiles neuves a reculé de 10,3 %, un indicateur qui confirme le ralentissement économique du pays.
- Lundi 8 décembre 2008 : Selon Les Nouvelles de Pékin, les autorités de la ville de Xintai (province de Shandong) auraient depuis 2006, fait enfermer dans un établissement psychiatrique, au moins 18 pétitionnaires pour les empêcher de protester et surtout d'aller se plaindre directement à Pékin[10].
- Mardi 9 décembre 2008 : Plus de 80 000 poulets doivent être abattus à Hong Kong après la mise au jour d'un foyer de grippe aviaire (virus H5), le premier depuis près de six ans.
- Mercredi 10 décembre 2008 : 
  - L'Administration de l'aviation civile indique « encourager » les transporteurs aériens à annuler ou retarder les prises de livraison d'appareils prévues pour 2009 afin de réduire les dépenses des compagnies aériennes en proie à de sérieuses difficultés financières, « l'impact négatif de la crise économique mondiale sur le développement des compagnies chinoises s'est aggravé au cours du second semestre » 2008, réduisant le trafic passagers et fret.
  - La brasserie d'État de Taïwan va pouvoir lancer son produit pilote "Taiwan Beer" dans les provinces méridionales de la Chine à partir de février 2009, grâce au récent accord des autorités chinoises pour autoriser l'enregistrement de la marque.
  - Les douanes annoncent pour novembre un nouvel excédent commercial mensuel record à 40,1 milliards US$.
- Mardi 16 décembre 2008 : Le ministère de l'Agriculture annonce une infection de grippe aviaire dans deux élevages situés dans la province du Jiangsu (Est), (district de Hai'an et ville de Dongtai). 377 000 volailles ont été abattues et les autorités sanitaires ont procédé à la désinfection des zones concernées.
- Mercredi 17 décembre 2008 : 
  - General Motors ouvre sa deuxième usine à Shenyang (Nord-Est) qui produira 150 000 Chevrolet Cruze par an. Il s'agit d'une coentreprise de General Motors China et de ses partenaires chinois, Shanghai Automotive Industry et Shanghai GM.
  - Deux Ouïghours accusés d'avoir mené une attaque terroriste qui a fait 17 morts dans le nord-ouest de la Chine, au Xinjiang, en août avant les Jeux olympiques sont condamnés à mort car reconnus coupables d'homicide volontaire et de fabrication illégale d'armes, de munitions et d'explosifs[11].
- Jeudi 18 décembre 2008 : L'avocate Ni Yulan, figure de la défense des droits des propriétaires, est condamnée à deux ans de prison pour « obstruction à l'ordre public » alors qu'elle avait tenté de s'opposer à la destruction de sa maison traditionnelle située dans l'arrondissement de Xicheng, au cœur de Pékin.  La « modernisation » des anciens arrondissements traditionnels de Pékin à coups de bulldozer, avant les Jeux olympiques, a eu pour conséquence la disparition de quartiers entiers de la capitale et l'éviction forcée de quelques milliers de personnes, souvent aux profits immobilier et financier de responsables locaux du parti communiste[12].
- Samedi 20 décembre 2008 : Le ministre des Affaires étrangères Liu Jianchao annonce l'envoi de 3 navires de guerre — deux destroyers et un navire de ravitaillement — dans le Golfe d'Aden pour lutter contre la piraterie maritime au large de la Somalie car plusieurs navires chinois ont été attaqués ces derniers mois : « Leur principale mission consistera à veiller sur la sécurité des navires et des équipages chinois ainsi que sur celle des bateaux transportant de l'aide humanitaire pour les organisations internationales comme le Programme Alimentaire mondial (PAM) de l'ONU ». Ils partiront le 26 décembre pour rejoindre la flotte internationale déjà sur place[13].
- Mardi 23 décembre 2008 : 
  - Le gouvernement élève le seuil de pauvreté de 785 yuans (82 euros) à 1 100 yuans (115 euros) par an, reconnaissant officiellement trois fois plus de nécessiteux que précédemment. Cela signifie que 43,2 millions de gens sont désormais considérés comme pauvres, au lieu de 14,8 millions précédemment. La hausse du seuil signifie aussi que davantage de gens pourront bénéficier des programmes d'aide officiels, pour lesquels le gouvernement a dépensé 16,7 milliards de yuans cette année (17,5 milliards d'euros) soit 2,3 milliards de plus qu'en 2007.
  - La Chine envisage de se doter d'un porte-avions pour renforcer sa défense nationale et sa souveraineté sur ses eaux. Selon le porte-parole de l'armée : « les porte-avions sont la démonstration de la force nationale ainsi que la capacité d'un pays de prouver sa compétitivité en matière navale ». Selon le quotidien de Hong Kong The South China Morning Post, un porte-avions serait déjà en cours d'assemblage à Shanghai. La Chine aurait réalisé des avancées sensibles dans ce projet, et vient notamment d'acquérir des avions de chasse adaptés à l'atterrissage sur un porte-avion[14].
  - La Chine offre deux pandas géants, "Tuan Tuan" et "Yuan Yuan, à Taïwan en symbole de l'amélioration des relations entre les deux pays. Ils ont débarqué à l'aéroport de Taipei après un vol de trois heures en provenance de la province du Sichuan. Accolés, leurs noms signifient « unification ».
- Mercredi 24 décembre 2008 : 
  - Le studio de cinéma Warner Bros. annonce que le film « Batman, le chevalier noir », ne sortira pas sur les écrans chinois, officiellement pour ménager « des sensibilités d'ordre culturel ». Une des séquences du film se passe à Hong Kong, où Batman, joué par Christian Bale, enlève un malfaiteur chinois responsable d'une opération de blanchiment d'argent, pour le remettre aux autorités américaines.
  - Les autorités chinoises commencent à admettre que l'impact de la crise financière mondiale va être dur[15] :
    - Le patron de la puissante Commission nationale pour la réforme et le développement, Zhang Ping, prévient que la crise était en train de s'étendre des zones côtières industrialisées et exportatrices aux régions intérieures, ajoutant que, désormais, les grandes entreprises étaient aussi touchées après le choc subi par les PME, notamment au cœur du « miracle » économique chinois, la province de Canton. Il prévient que la Chine est confrontée « à de grands défis » et que, si elle ne « gère pas bien les difficultés », elle sera menacée « de risques graves ».
    - Le président de la Commission de supervision économique, Li Rongrong, appelle les entreprises d'État à veiller à maintenir la « stabilité de leurs effectifs » en vue d'une période de hausse du chômage.
    - Les autorités du Yunnan estiment qu'il va leur falloir créer plus de 500 000 emplois pour pallier le retour au pays de nombreux travailleurs au chômage, les « mingong », ouvriers-paysans qui ont perdu leurs emplois dans les régions traditionnellement importatrices de main-d'œuvre intérieure.
    - L'Académie des Sciences sociales, estime qu'un quart de 6,5 millions de nouveaux diplômés des universités, risque de ne pas trouver d'emploi en 2009. Le chômage dans les villes s'élève désormais à 9,4 %, soit le double des chiffres de la prévision.
    - Le gouvernement vient d'élever le seuil officiel de pauvreté à 115 euros (+40 %) contre 82 auparavant, reconnaissant qu'il y a maintenant trois fois plus de pauvres que précédemment, soit 43 millions de personnes (+200 %) contre 14 millions de personnes auparavant, ce qui leur permettra de bénéficier de programmes d'aides.
- Vendredi 26 décembre 2008 : 
  - Un séisme de 4,9 sur l'échelle de Richter fait 9 blessés, dont deux graves, dans la région frontalière de la Birmanie. La secousse a particulièrement touché un village à dix kilomètres de la ville de Ruili, dans la province du Yunnan.
  - Selon la Commission d'inspection disciplinaire de l'organe central du Parti communiste chinois, près de 5 000 hauts fonctionnaires chinois ont été sanctionnés pour corruption en 2008. Ces hauts fonctionnaires occupaient tous des postes au niveau au moins régional ont été reconnus coupables de faits de corruption, d'atteinte à l'intérêt public et d'autres violations de la loi. 801 de ces fonctionnaires ont été poursuivis pour des crimes. Au total, les services d'inspection de l'État ont enquêté sur 144 000 affaires, qui ont conduit à la condamnation de 146 000 fonctionnaires de rang locaux, et quelque 6 milliards de yuans (708 millions d'euros) ont été récupérés grâce à la lutte anti-corruption[16].
- Samedi 27 décembre 2008 : Deux séismes ont frappé le sud de la Chine, blessant 19 personnes.
- Mardi 30 décembre 2008 : Un gisement très important d'os de dinosaures a été découvert dans 15 sites proches de la ville de Zhucheng, dans la province côtière du Shandong. Parmi les 7 600 os déterrés ceux du plus grand hadrosauridae, ou dinosaure à bec de canard, jamais exhumé, mesurant neuf mètres de haut et 16,6 mètres de long.
- Mercredi 31 décembre 2008 : 
  - Ouverture du procès de Tian Wenhua, l'ancienne directrice générale et ex-présidente du conseil d'administration de l'entreprise laitière Sanlu, devant la cour de Shijiazhuang, chef-lieu de la province du Hebei. Aux côtés de trois autres cadres de la société, elle encourt la peine de mort si les juges la déclarent coupable d'avoir couvert la vente de lait frelaté. Six bébés sont morts et 290 000 autres ont été affectés à des degrés divers après avoir consommé du lait coupé avec de la mélamine, un composant chimique qui entre dans la fabrication du plastique et permet d'élever artificiellement le taux de protéine dans le lait. D'autres géants du lait chinois, Mengniu, Yili et Shanghaï Bright Dairy, sont aussi impliqués après que l'on eut aussi trouvé de la mélamine dans leurs produits lactés liquides. Les produits incriminés auraient concerné 20 % de l'offre totale disponible[17],[18].
  - Les autorités ont entrepris de vérifier la qualité des couverts en plastique vendus dans le pays après que la presse a dénoncé la toxicité présumée de certains d'entre eux. Les couverts en plastique contiendraient du peroxyde d'urée, potentiellement toxique quand chauffé, la substance peut provoquer des irritations de la peau, des yeux et du système respiratoire[19].
  - Selon  le rapport bisannuel de l'Observatoire des sciences et des techniques, la Chine en multipliant par plus de deux ses dépenses intérieures en R&D entre 2000 et 2005, a progressé de manière spectaculaire sur tous les fronts de la recherche et du développement. La Chine s'invite désormais à la table des grandes nations avec une dépense de 101 milliards de dollars, contre 113 milliards de dollars pour le Japon, 199 milliards de dollars pour l'UE et 280 milliards de dollars pour les États-Unis[20].
  - La Chine met officiellement fin à son différend frontalier avec le Viêt Nam qui avait provoqué une guerre brève mais sanglante entre les deux voisins communistes il y a près de trente ans ; 26 000 soldats chinois et 37 000 combattants vietnamiens avaient été tués. Mais ils se disputent encore la souveraineté des Îles Spratleys et des Îles Paracels, en mer de Chine du Sud. Cette région pauvre du Nord Viêt Nam devrait bénéficier de projets industriels et de la construction d'une nouvelle route et d'une lignes ferroviaires devant relier les provinces chinoises du Yunnan et de Guangxi au port vietnamien de Hải Phòng. Grâce à ces nouveaux axes, le commerce bilatéral devrait passer de 16 milliards de dollars en 2007 à 25 milliards d'ici 2010[21].